# Tuberonotha ferrosa
Tuberonotha ferrosa är en insektsart som först beskrevs av Navás 1914.  Tuberonotha ferrosa ingår i släktet Tuberonotha och familjen fångsländor. Inga underarter finns listade i Catalogue of Life.